# Drigiés
Drigiés (em grego: Δρυγιές) é uma vila cretense da unidade regional de Retimno, no município de Amári, na unidade municipal de Sivrítos. Situada a uma altitude de 580 metros, próxima a ela estão as vilas de Áno Méros e Vrissés. Segundo o censo de 2011, têm 26 habitantes.